# USS Hornet (CV-8)
La settima USS Hornet (CV-8) della United States Navy fu una portaerei classe Yorktown della seconda guerra mondiale, famosa per aver trasportato i bombardieri dell'incursione aerea su Tokyo, come partecipante alla battaglia delle Midway e per azioni nelle Salomone prima di essere affondata nella battaglia delle isole Santa Cruz.
Venne varata il 14 dicembre 1940 dal cantiere di Newport News Shipbuilding di Newport News, Virginia, battezzata da Annie Reid Knox (moglie del Segretario alla Marina Frank M. Knox) ed entrò in servizio a Norfolk il 20 ottobre 1941, al comando del capitano Marc Mitscher.
Durante l'inquieto periodo che precedette l'attacco di Pearl Harbor, la Hornet si addestrò al largo della base navale di Norfolk. Un indizio della futura missione occorse il 2 febbraio 1942 quando salpò da Norfolk con due bombardieri medi B-25 Mitchell della Army Air Force sul ponte. Una volta in mare gli aerei vennero lanciati tra lo stupore dell'equipaggio. I suoi uomini furono inconsapevoli del significato dell'esperimento e la Hornet rientrò a Norfolk pronta a salpare per la zona di combattimento e il 4 marzo iniziò a costeggiare la costa occidentale diretta al canale di Panama.

## Raid di Tokyo, aprile 1942
La nave arrivò a San Francisco il 20 marzo, parcheggiò i propri aerei nel ponte hangar e caricò 16 bombardieri B-25 della Army Air Force sul ponte di volo oltre a 70 ufficiali e 64 avieri sotto il comando del tenente colonnello Jimmy Doolittle. In compagnia di navi scorta salpò da San Francisco il 2 aprile con ordini sigillati. Il capitano Mitscher informò l'equipaggio della loro missione solo nel pomeriggio: si trattava di un'incursione di bombardamento su Tokyo.

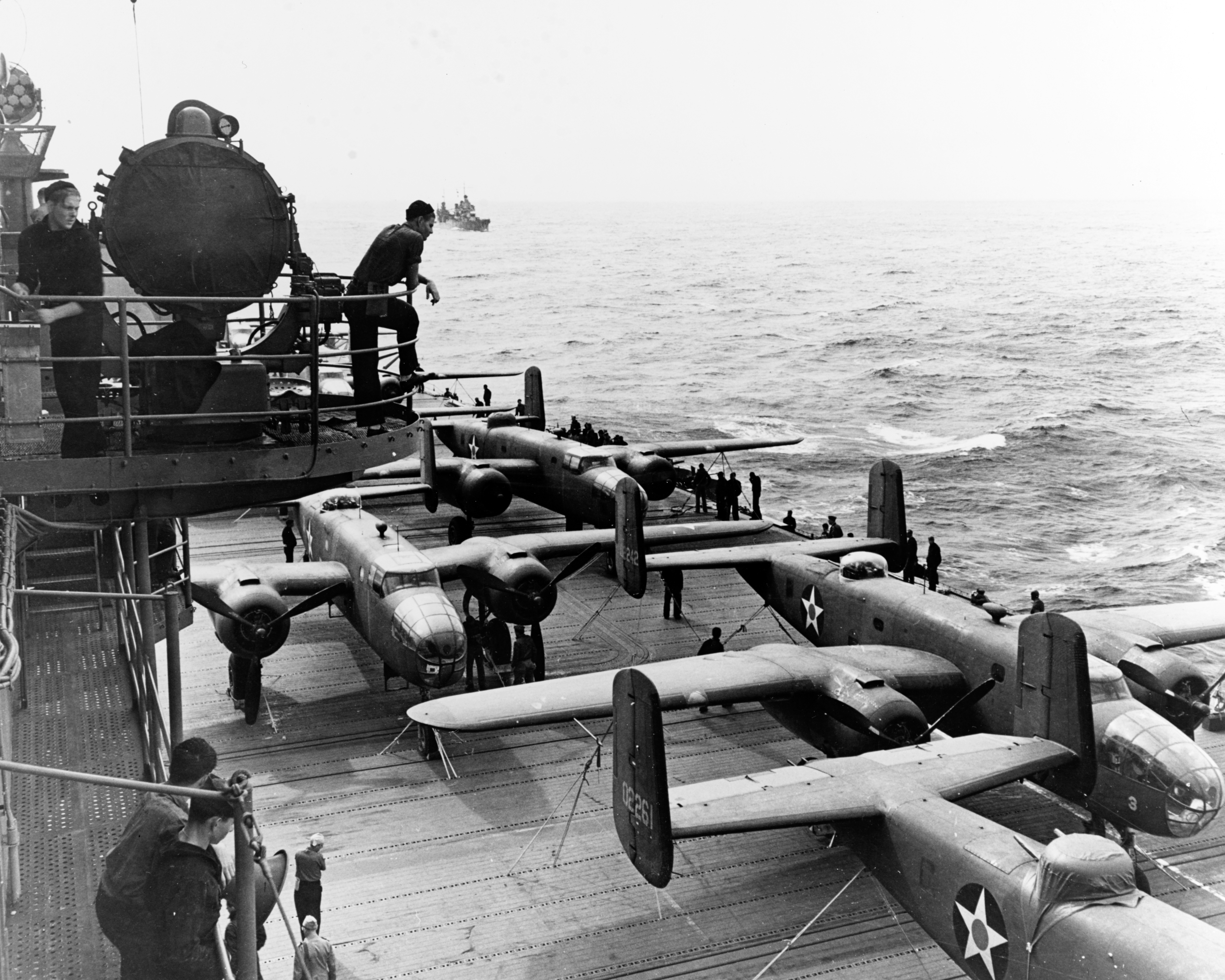
B-25 a bordo della Hornet poco prima del raid.

Al largo delle Isole Midway undici giorni più tardi si unì alla Hornet l'Enterprise e la Task Force 16 dirigendosi verso il Giappone. L'Enterprise fornì la copertura aerea (in quanto con il ponte di volo ingombrato dai bombardieri la Hornet non poteva far decollare i propri caccia), addentrandosi profondamente nelle acque nemiche in modo da permettere il lancio dei bombardieri di Doolittle in un audace attacco Tokyo e altre importanti città giapponesi. Originariamente la forza intendeva procedere fino a 750 km di distanza dalla costa giapponese, comunque il mattino del 18 aprile il pattugliatore giapponese No. 23 Nitto Maru avvistò la task force statunitense. L'incrociatore Nashville (CL-43) affondò il pattugliatore, ma questo aveva già contattato altre forze giapponesi e rilevato la presenza e posizione della task force statunitense. Sebbene ancora a 1 200 km dalla costa giapponese, la conferma dell'allarme giapponese spinse l'ammiraglio William Halsey ad ordinare alle 08:00 l'immediato lancio degli attaccanti.
Mentre la Hornet virò preparandosi a lanciare i bombardieri che erano stati preparati per il decollo il giorno precedente un vento di più di 40 nodi agitava il mare sollevando onde alte 10 metri, che facevano inclinare la nave e superavano la prua bagnando il ponte di volo e infradiciando le squadre di volo. L'aereo leader, comandato dal tenente colonnello Doolittle aveva disponibili per il decollo solo 142 metri di ponte di volo, con l'ultimo dei B-25 che sporgeva di coda fuori dal ponte. Il primo dei bombardieri sincronizzandosi con l'alzarsi e l'abbassarsi della prua si lanciò pesantemente lungo il ponte di volo, fece un giro intorno alla Hornet dopo il decollo e quindi fece rotta per il Giappone. Entro le 09:20 tutti e 16 i bombardieri erano in volo per la prima incursione aerea contro il cuore del Giappone.
La Hornet portò i propri caccia sul ponte e si diresse a tutta velocità per Pearl Harbor. Trasmissioni intercettate, sia in giapponese che in inglese confermarono alle 14:46 il successo delle incursioni. Esattamente una settimana dopo, un'ora prima del lancio dei B-25 la Hornet entrò in Pearl Harbor. La sua missione venne tenuta ufficialmente segreta per un anno, fino ad allora il presidente Roosevelt si riferì all'origine del raid di Tokyo solo come "Shangri-La".
La Hornet salpò da Pearl Harbor il 30 aprile, per aiutare la Yorktown (CV-5) e la Lexington (CV-2) alla battaglia del Mar dei Coralli, ma la battaglia terminò prima del suo arrivo in zona di operazioni. Ritornò alle Hawaii il 26 maggio e salpò due giorni dopo con le sue due navi sorelle per respingere un previsto assalto della flotta giapponese alle Midway.

## Battaglia delle Midway, giugno 1942
Aerei con basi su portaerei vennero avvistati diretti a Midway nelle prime ore del mattino del 4 giugno 1942. La Hornet, Yorktown e Enterprise lanciarono attacchi sorprendendo le portaerei giapponesi mentre stavano rifornendo i propri aeroplani sul ponte di volo. I bombardieri in picchiata della Hornet non riuscirono a localizzare i loro bersagli, ma 15 suoi aeroplani che formavano il Torpedo Squadron 8 avvistarono il nemico e attaccarono. Privi di scorta caccia gli aerosiluranti americani vennero tutti abbattuti dai più veloci caccia Zero giapponesi prima che riuscissero a sganciare un solo siluro. Il guardiamarina George Gay, fu l'unico sopravvissuto della squadriglia. Abbattuto in mare, sopravvisse senza ferite all'impatto con l'acqua e vide poi l'intera battaglia tenendosi al suo salvagente. Venne recuperato da un idrovolante Catalina. L'episodio viene descritto anche nel film "La Battaglia di Midway", con Henry Fonda.
Dei 42 aerosiluranti lanciati dalla portaerei americane solo sei ritornarono. Il loro sacrificio attirò i caccia nemici lontani dai bombardieri in picchiata della Enterprise e della Yorktown che affondarono tre portaerei giapponesi. La quarta portaerei giapponese Hiryū venne affondata qualche ora dopo. I giapponesi riuscirono invece a colpire con i propri aerei la Yorktown danneggiandola seriamente. La nave venne poi finita da un sommergibile giapponese.
Gli aeroplani della Hornet attaccarono la flotta giapponese in ritirata il 6 giugno collaborando all'affondamento dell'incrociatore Mikuma, danneggiando un cacciatorpediniere, lasciando l'incrociatore Mogami in fiamme. Gli attacchi della Hornet alla Mogami conclusero una delle battaglie decisive della guerra del pacifico. Le Midway vennero salvate come importante base di operazioni per il Pacifico occidentale e similmente furono salvate le Hawaii. Di maggiore importanza il colpo devastante inflitto alla forza di portaerei giapponese, da cui il Giappone non riuscì più a riprendersi.

## Campagna delle Salomone, agosto-ottobre 1942

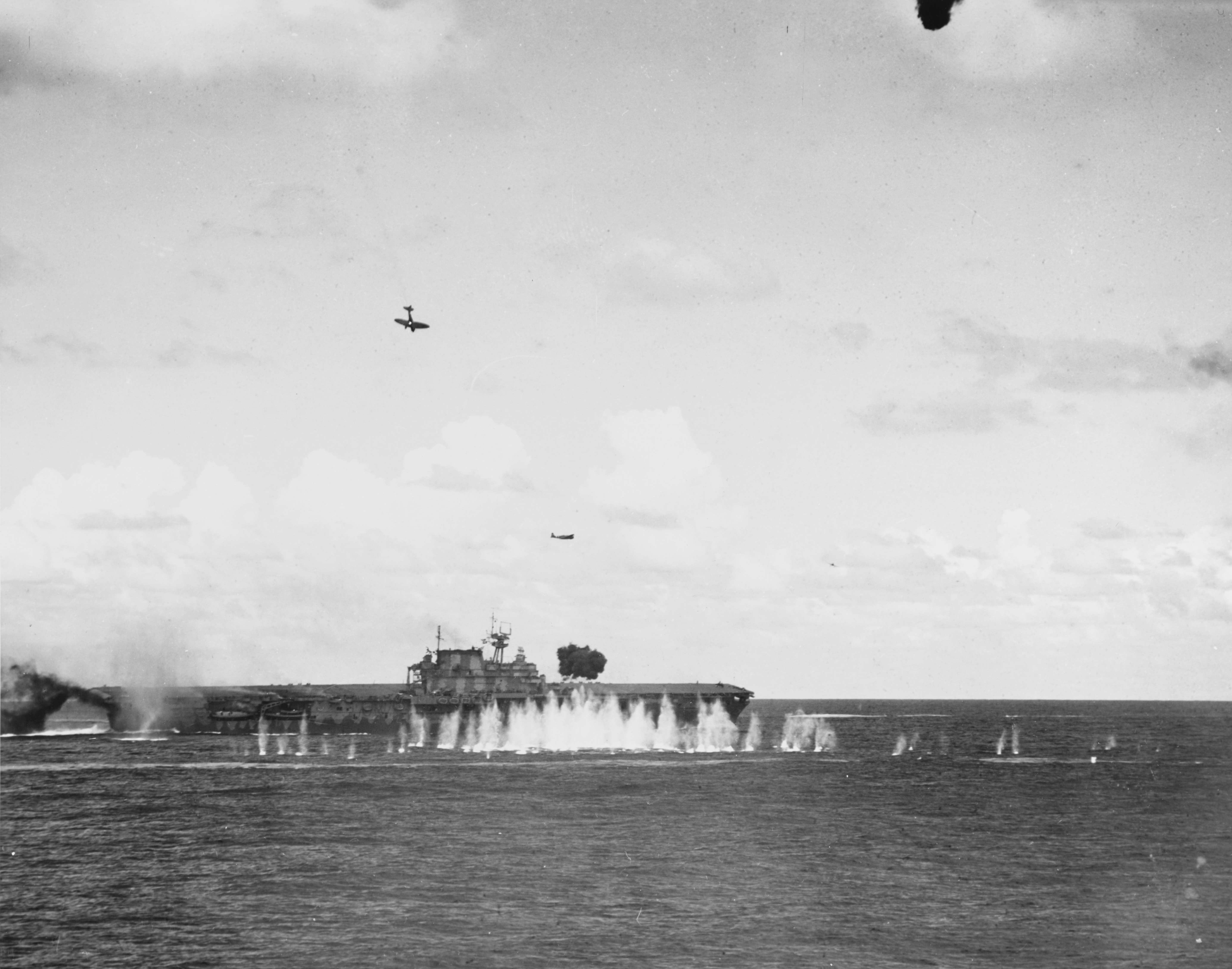
La Hornet sotto attacco durante la battaglia delle Isole Santa Cruz

In seguito alla battaglia delle Midway, la Hornet installò un nuovo radar e si addestrò al largo di Pearl Harbor. Salpò il 17 agosto 1942 per sorvegliare i mari nella duramente contesa Guadalcanal nelle Isole Salomone. A causa dei danni subiti dalle altre portaerei statunitensi era al momento l'unica a operare nel sud Pacifico e dovette sostenere il peso della copertura aerea nelle Salomone fino al 24 ottobre 1942 quando venne raggiunta dalla Enterprise a nordovest delle Nuove Ebridi dirigendosi quindi a intercettare una forza di portaerei giapponesi facenti rotta su Guadalcanal.
Il 26 ottobre 1942 si svolse la battaglia delle isole Santa Cruz senza contatto visivo tra le navi di superficie delle forze avversarie. Gli aerei della Hornet danneggiarono gravemente la portaerei Shōkaku e l'incrociatore pesante Chikuma. Altri due incrociatori vennero attaccati dagli aerei della Hornet. Nel frattempo la Hornet veniva investita da un attacco coordinato di aerosiluranti e bombardieri in picchiata che la danneggiarono così gravemente che dovette essere abbandonata. Il capitano Charles P. Mason e gli ultimi sopravvissuti ancora aggrappati sulla fiancata della nave vennero raccolti dai cacciatorpediniere.
Le forze statunitensi tentarono di affondare la Hornet abbandonata, ma questa incassò ben nove siluri e più di 400 proiettili calibro 127 mm dei cacciatorpediniere Mustin e Anderson. I cacciatorpediniere giapponesi affrettarono l'inevitabile con 4 siluri da 610 mm al suo scafo in fiamme. Alle 01:35 della notte del 27 ottobre 1942 affondò al largo delle Isole Santa Cruz.
Il relitto della portaerei è stato localizzato a 5.300 metri di profondità al largo delle Isole Salomone nel gennaio del 2019 dalla nave da ricerca R/V Petrel, la stessa che nel 2017 aveva localizzato l’incrociatore pesante USS Indianapolis (CA-35).

## Comandanti
Lista di comandanti dell'USS Hornet e relativa data di assunzione del comando:
1. Capitano Marc Andrew "Pete" Mitscher: 20 ottobre 1941;
2. Capitano Charles Perry Mason: 15 giugno 1942;

## Riconoscimenti
|                                           |  |                                                                                     |  |                             |
| Bronze star · Template:Ribbon devices/alt |  |                                                                                     |  |                             |
| Template:Ribbon devices/alt               |  | Bronze star · Bronze star · Bronze star · Bronze star · Template:Ribbon devices/alt |  | Template:Ribbon devices/alt |